# Eva Kühne-Hörmann

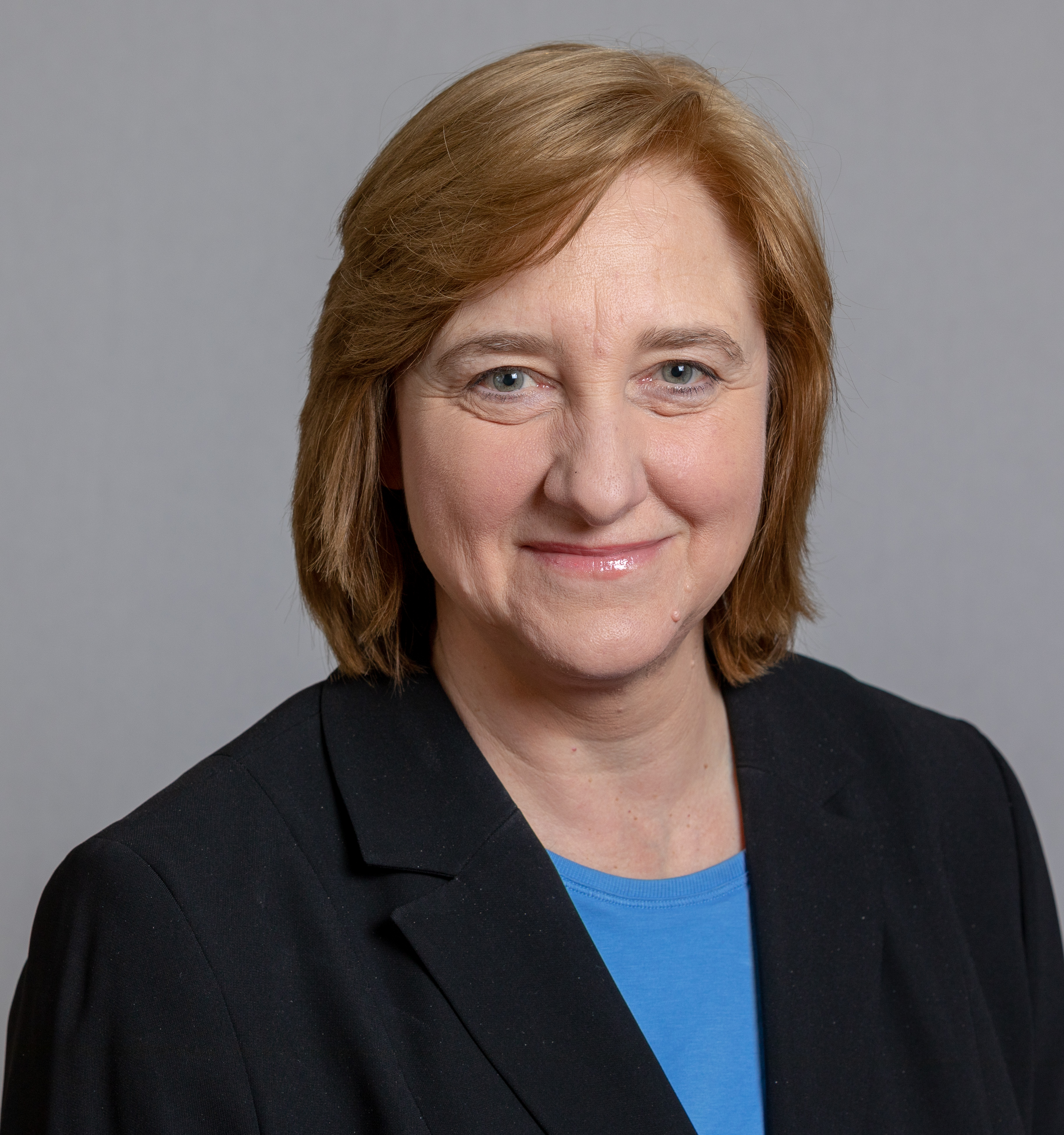
Eva Kühne-Hörmann (2019)

Eva Kühne-Hörmann (* 14. März 1962 in Kassel als Eva Maria Petra Klara Helene Kühne) ist eine deutsche Politikerin (CDU). Sie war von 1995 bis 2019 und von 2022 bis 2024 Abgeordnete des Hessischen Landtags. Von 2009 bis 2014 war sie Hessische Ministerin für Wissenschaft und Kunst und von 2014 bis 2022 Hessische Ministerin der Justiz.

## Ausbildung und Beruf
Eva Kühne-Hörmann absolvierte nach ihrem Abitur am Friedrichsgymnasium Kassel im Jahr 1981 von 1981 bis 1988 ein Studium der Rechtswissenschaft an der Julius-Maximilians-Universität Würzburg und der Georg-August-Universität Göttingen, das sie 1988 mit der ersten juristischen Staatsprüfung abschloss. Ihr 1989 begonnenes Referendariat in Kassel schloss sie 1991 mit der zweiten juristischen Staatsprüfung ab.
1991 bis 1992 folgten Dozententätigkeit bei einem privaten Bildungsträger in Stendal, und 1992 eine Arbeit als Baujuristin im Thüringer Landesverwaltungsamt. Von 1992 bis 1993 als Kabinetts- und Parlamentsreferentin im Thüringer Justizministerium und von 1993 bis 1995 als Büroleiterin beim Oberbürgermeister Georg Lewandowski der Stadt Kassel.
Kühne-Hörmann ist evangelisch, verheiratet und hat zwei Kinder. Ihr Sohn Jan Hörmann war von 2013 bis 2014 Landesvorsitzender der CDU-nahen Schüler Union Hessen. Ihr Vater Gerhard Kühne (1934–1989) war als SPD-Mitglied von 1965 bis 1970 Bürgermeister der Gemeinde Lohfelden sowie von 1970 bis 1982 Stadtkämmerer von Kassel.

## Politik
Seit 1986 ist Kühne-Hörmann Mitglied der CDU und dort Kreisvorsitzende der CDU Kassel und Mitglied des Landesvorstandes der CDU Hessen. Weiterhin ist sie seit 1994 Vorsitzende der Frauen-Union Kassel-Stadt und war von 1998 bis 2000 stellvertretende Vorsitzende des Landesarbeitskreises Christlich Demokratischer Juristen (LACDJ). Kommunalpolitisch ist sie seit 1997 als Stadtverordnete in Kassel aktiv, wo sie von Dezember 2005 bis Februar 2009 die Fraktion der CDU führte.
Eva Kühne-Hörmann war vom 5. April 1995 bis zum 18. Januar 2019 und ist seit dem 1. Juni 2022 erneut Abgeordnete im Hessischen Landtag. Sie trat siebenmal als Direktkandidatin bei den Landtagswahlen im Wahlkreis Kassel-Stadt I an. Dabei wurde sie 1995, 2003 und 2009 direkt gewählt, ansonsten zog sie über die Landesliste in den Landtag ein, außer 2018, als sie kein Mandat errang und erst 2022 für Volker Bouffier nachrückte.
Als Vorsitzende der Enquetekommission „Familienfreundliches Hessen“ von 5. April 1995 bis 4. April 1999 sowie des Untersuchungsausschusses 15/1 von 30. September 1999 bis 18. Mai 2000 wurde sie auch über Nordhessen hinaus bekannt. Sie wurde am dem 5. April 2003 stellvertretende Fraktionsvorsitzende der CDU-Fraktion. Sie war 2007 Mitglied im Ausschuss für Wissenschaft und Kunst, im Innenausschuss, im Richterwahlausschuss, im Verwaltungsausschuss beim Staatstheater Kassel sowie dem Wahlausschuss zur Wahl der richterlichen Mitglieder des Hessischen Staatsgerichtshofs. Mitglied der Bundesversammlung war sie 2004, 2009, 2010 und 2012.
Ab dem 5. Februar 2009 war sie Hessische Ministerin für Wissenschaft und Kunst, zunächst im Kabinett Koch III, ab 2010 im Kabinett Bouffier I. Ab 2014 amtierte sie als Hessische Landesjustizministerin im Kabinett Bouffier II und III. In ihre Amtszeit fiel der Korruptionsskandal um den 2023 verurteilten Oberstaatsanwalt Alexander Badle.
Mit dem Amtsantritt des Kabinetts Rhein I am 31. Mai 2022 schied Kühne-Hörmann aus dem Ministeramt aus, rückte allerdings für Volker Bouffier in den Landtag nach.
Eva Kühne-Hörmann war Mitglied im Kuratorium der Deutschen Stiftung Denkmalschutz und war für das Land Hessen Mitglied im Hörfunkrat des Deutschlandradios. Aktuell ist sie Mitglied im Kuratorium im Deutschen Forum für Kriminalprävention.
Sie trat zur Oberbürgermeisterwahl in Kassel am 12. März 2023 an, wo sie mit 16,8 % den dritten Platz belegte.
Zur Landtagswahl 2023 trat sie nicht erneut an. Sie schied somit mit der konstituierenden Sitzung des 21. Hessischen Landtags am 18. Januar 2024 aus dem Landtag aus.
Im September 2024 wurde Kühne-Hörmann in den neuen Sachverständigenrat der katholischen Kirche zum Schutz vor sexuellem Missbrauch und Gewalt berufen.